# دامتاری
دامتاری (به انگلیسی: Dhamtari) یک شهرک در هند است که در ایالت چتیسگر واقع شده‌است. دامتاری ۸۲٬۰۹۹ نفر جمعیت دارد و ۳۱۷ متر بالاتر از سطح دریا واقع شده‌است.